# Israel F. Fischer
Israel Frederick Fischer (ur. 17 sierpnia 1858 w Nowym Jorku, zm. 16 marca 1940 w Nowym Jorku) – amerykański sędzia, polityk, członek Partii Republikańskiej.

## Działalność polityczna
W okresie od 4 marca 1895 do 3 marca 1899 przez dwie kadencje był przedstawicielem 4. okręgu wyborczego w stanie Nowy Jork w Izbie Reprezentantów Stanów Zjednoczonych. 2 maja 1899 prezydent William McKinley mianował go członkiem Rady Generalnych Rzeczoznawców Stanów Zjednoczonych (późniejszy Sąd Celny). 16 kwietnia 1927 prezydent Calvin Coolidge mianował go przewodniczącym Sądu Celnego Stanów Zjednoczonych i na tym stanowisku pozostał do przejścia na emeryturę 31 marca 1932.